# Danh sách hồ theo độ sâu
Danh sách các hồ sâu nhất thế giới

## Theo độ sâu tối đa
Đây là danh sách hồ có độ sâu tối đa đến nay đã đo đạc được theo nguồn số liệu đáng tin cậy, với độ sâu lớn hơn 400 m.
| Đánh dấu màu sắc châu lục | Đánh dấu màu sắc châu lục | Đánh dấu màu sắc châu lục | Đánh dấu màu sắc châu lục | Đánh dấu màu sắc châu lục | Đánh dấu màu sắc châu lục | Đánh dấu màu sắc châu lục |
| ------------------------- | ------------------------- | ------------------------- | ------------------------- | ------------------------- | ------------------------- | ------------------------- |
| Châu Phi                  | Châu Á                    | Châu Âu                   | Bắc Mỹ                    | Châu Nam Cực              | Nam Mỹ                    | Châu Đại Dương            |

|     | Tên                  | Quốc gia                                           | Vùng                                  | Độ sâu (mét) | Độ sâu (foot) |
| --- | -------------------- | -------------------------------------------------- | ------------------------------------- | ------------ | ------------- |
| 1.  | Baikal               | Nga                                                | Siberia                               | 1.637        | 5.369         |
| 2.  | Tanganyika           | Tanzania, Cộng hòa Dân chủ Congo, Burundi, Zambia  | Châu Phi                              | 1.470        | 4.823         |
| 3.  | Caspian Sea          | Iran, Russia, Turkmenistan, Kazakhstan, Azerbaijan |                                       | 1.025        | 3.363         |
| 4.  | Vostok               | Antarctica                                         |                                       | >900         | >2.950        |
| 5.  | O'Higgins-San Martín | Chile, Argentina                                   | Aysén (Chile), Santa Cruz (Argentina) | 836          | 2.742         |
| 6.  | Nyasa                | Mozambique, Tanzania, Malawi                       |                                       | 706          | 2.316         |
| 7.  | Issyk Kul            | Kyrgyzstan                                         |                                       | 668          | 2.192         |
| 8.  | Great Slave          | Canada                                             | Lãnh thổ Northwest                    | 614          | 2.015         |
| 9.  | Crater               | Hoa Kỳ                                             | Oregon                                | 594          | 1.949         |
| 10. | Matano               | Indonesia                                          | Sulawesi                              | 590          | 1.936         |
| 11. | General Carrera      | Chile, Argentina                                   |                                       | 586          | 1.923         |
| 12. | Hornindalsvatnet     | Norway                                             | Sogn og Fjordane                      | 514          | 1.686         |
| 13. | Quesnel              | Canada                                             | British Columbia                      | 506          | 1.660         |
| 14= | Toba                 | Indonesia                                          | Sumatra                               | 505          | 1.657         |
| 14= | Sarez                | Tajikistan                                         |                                       | 505          | 1.657         |
| 16. | Tahoe                | Hoa Kỳ                                             | California, Nevada                    | 501          | 1.644         |
| 17. | Argentino            | Argentina                                          | Santa Cruz (Patagonia)                | 500          | 1.640         |
| 18. | Chelan               | Hoa Kỳ                                             | Washington (bang)                     | 489          | 1.419         |
| 19. | Kivu                 | Democratic Republic of the Congo, Rwanda           |                                       | 480          | 1.575         |
| 20. | Quesnel              | Canada                                             | British Columbia                      | 475          | 1.558         |
| 21. | Mjøsa                | Na Uy                                              | Hedmark, Oppland và Akershus          | 468          | 1.535         |
| 22. | Salsvatn             | Na Uy                                              | hạt Nord-Trøndelag                    | 464          | 1.523         |
| 23. | Hauroko              | New Zealand                                        | Southland (Đảo South)                 | 462          | 1.516         |
| 24. | Tinnsjå              | Na Uy                                              | hạt Telemark                          | 460          | 1.509         |
| 25. | Adams                | Canada                                             | British Columbia                      | 457          | 1.499         |
| 26. | Van                  | Thổ Nhĩ Kỳ                                         |                                       | 451          | 1.480         |
| 27. | Poso                 | Indonesia                                          | Sulawesi                              | 450          | 1.476         |
| 28. | Fagnano              | Argentina, Chile                                   | Tierra del Fuego                      | 449          | 1.473         |
| 29. | Gấu Lớn              | Canada                                             |                                       | 446          | 1.463         |
| 30. | Manapouri            | New Zealand                                        | Đảo South                             | 444          | 1.457         |
| 31. | Nahuel Huapi         | Argentina                                          |                                       | 438          | 1.437         |
| 32. | Te Anau              | New Zealand                                        |                                       | 425          | 1.390         |
| 33. | Wakatipu             | New Zealand                                        | South Island                          | 420          | 1.378         |
| 34. | Como                 | Italy                                              |                                       | 410          | 1.300         |
| 35. | Superior             | Canada, Hoa Kỳ                                     |                                       | 406          | 1.333         |

## Hồ xếp theo chiều sâu trung bình
| Màu của châu lục | Màu của châu lục | Màu của châu lục | Màu của châu lục | Màu của châu lục | Màu của châu lục | Màu của châu lục |
| ---------------- | ---------------- | ---------------- | ---------------- | ---------------- | ---------------- | ---------------- |
| Châu Phi         | Châu Á           | Châu Âu          | Bắc Mỹ           | Châu Đại Dương   | Nam Mỹ           | Châu Nam Cực     |

|     | Name       | Country                                           | Region             | Chiều sâu (mét) | Chiều sâu (foot) |
| --- | ---------- | ------------------------------------------------- | ------------------ | --------------- | ---------------- |
| 1.  | Baikal     | Nga                                               | Siberia            | 758             | 2.487            |
| 2.  | Tanganyika | Tanzania, Cộng hòa Dân chủ Congo, Burundi, Zambia | Châu Phi           | 570             | 1.870            |
| 3.  | Crater     | Hoa Kỳ                                            | Oregon             | 350             | 1.148            |
| 4.  | Hồ Vostok  | châu Đại Dương                                    |                    | 344             | 1.129            |
| 5.  | Tahoe      | Hoa Kỳ                                            | California, Nevada | 301             | 989              |
| 6.  | Nyasa      | Mozambique, Tanzania, Malawi                      |                    | 292             | 958              |
| 7.  | Issyk Kul  | Kyrgyzstan                                        |                    | 270             | 886              |
| 8.  | Kivu       | Cộng hòa Dân chủ Congo, Rwanda                    |                    | 240             |                  |
| 9.  | Kara-Kul   | Tajikistan                                        |                    | 210             | 689              |
| 10. | Sarez      | Tajikistan                                        |                    | 201,8           |                  |
| 11. | Biển Caspi | Iran, Nga, Turkmenistan, Kazakhstan, Azerbaijan   |                    | 184             | 604              |
| 12. | Quesnel    | Canada                                            | British Columbia   | 157             |                  |
| 13. | Biển Chết  | Jordan, Israel, Palestin                          |                    | 120             | 394              |

## Hồ sâu tối đa lớn nhất theo châu lục
- Châu Phi — 1: Tanganyika, 2: Nyasa, 3: Kivu
- Châu Nam Cực — 1: Vostok[3]
- Châu Á — 1: Baikal, 2: Caspian Sea, 3: Issyk Kul
- Châu Âu — 1: Hornindalsvatnet, 2: Mjøsa, 3: Salsvatn
- Bắc Mỹ — 1: Great Slave Hồ, 2: Crater, 3: Quesnel
- Châu Đại Dương — 1: Hauroko, 2: Manapouri, 3: Te Anau,

- Australia — 1: St Clair

- Nam Mỹ — 1: O'Higgins/San Martín, 2: General Carrera, 3: Argentino

- Trung Mỹ — 1: Atitlán, 2: Chicabal

## Chiều sâu trung bình lớn nhất theo châu lục
- Châu Phi — 1: Tanganyika, 2: Nyasa, 3: Kivu
- Châu Nam Cực — 1: Vostok[3]
- Châu Á — 1: Baikal, 2: Issyk Kul, 3: Kara-Kul
- Châu Âu —
- Bắc Mỹ — 1: Crater, 2: Tahoe, 3: Quesnel
- Châu Đại Dương —
- Nam Phi —